# Crematogaster distans
Crematogaster distans es una especie de hormiga acróbata del género Crematogaster, familia Formicidae. Fue descrita por Mayr en 1870.
Habita en Argentina, Brasil, Colombia, Costa Rica, Ecuador, Guayana Francesa, Guyana, México, Nicaragua, Panamá, Perú, Estados Unidos y Venezuela. Se ha encontrado a elevaciones que van desde los 4 hasta los 1500 metros de altura.
Las colonias de Crematogaster distans habitan en bosques húmedos, vegetación perturbada, en selvas tropicales, bosques de tierra firme, bosques tropicales secos y matorrales espinosos secos. Además se encuentra en varios microhábitats como árboles recién caídos y muertos, manglares, en Theobroma cacao, Asteraceae y también en ramas muertas.